# سانرایز بیچ ویلیج (تگزاس)
سانرایز بیچ ویلیج، تگزاس (به انگلیسی: Sunrise Beach Village, Texas) یک شهر در ایالات متحده آمریکا با جمعیت ۷۰۴ نفر است که در تگزاس واقع شده‌است.

## موقعیت جغرافیایی
موقعیت جغرافیایی شهرها و مناطق اطراف به شرح زیر است: